# Mysłówka
Mysłówka – wieś w Polsce położona w województwie łódzkim, w powiecie łęczyckim, w gminie Piątek.
W latach 1975–1998 miejscowość administracyjnie należała do województwa płockiego. Narodowy Powszechny Spis Ludności i Mieszkań z roku 2011 określił liczbę mieszkańców na 70 z czego 54,3% stanowią kobiety a 47,7% mężczyźni.